# Lo-Guns
Lo-Gunsは、Kneuklid RomanceのベーシストTatsuyaと元ロビン・クロスビー・バンドのSato Fujimoto(ギター)を中心に、和製スラッシュメタルバンドの古株Shell Shockのドラマーで海外公演経験豊富なOno-Boneを勧誘して結成。2018年より活動開始。
幾度かのライブ活動を経てメンバーチェンジを行い、2019年よりヴォーカルにゴールドブリックの藤井重樹が参加。
バンド名はギターのSato Fujimotoが以前携わっていたバンドにL.A.ガンズの元メンバーが2名いた事を揶揄する意図と、メンバー全員が少しながら視力の低下を感じて「老眼」を皮肉った事に由来。